# Britt-Nisstjärnen
Britt-Nisstjärnen är en sjö i Malung-Sälens kommun i Dalarna och ingår i Göta älvs huvudavrinningsområde.